# Horacio López Salgado
Horacio López Salgado, né le 15 septembre 1948 à Taxco, est un joueur de football international mexicain.

## Biographie
Au niveau de sa carrière de club, il évolue en professionnel dans le championnat mexicain entre 1967 et 1983, tout d'abord dans le club de Club América de 1967 à 1971, puis au Cruz Azul entre 1971 et 1982, et enfin au Club Necaxa où il finit sa carrière jusqu'en 1983.
Au niveau international, il joue en tout 50 parties avec l'équipe du Mexique entre 1968 et 1980 et inscrit 13 réalisations. Il fait partie de la sélection mexicaine qui participe à la coupe du monde de football 1970 et qui atteint les quarts-de-finale.